# ایجاینا ۹۱
سیارک ۹۱ (به انگلیسی: 91 Aegina) نود و یکمین سیارک کشف شده‌است که در ۴ نوامبر ۱۸۶۶ و در مارسی کشف شد.
قدر مطلق سیارک برابر ۸٫۸۴ است.